# حيد الذياب (حالمين)

تعديل مصدري - تعديل

حيد الذياب هي إحدى قرى عزلة حبيل الريدة بمديرية حالمين التابعة لمحافظة لحج، بلغ تعداد سكانها 522 نسمة حسب تعداد اليمن لعام 2004.